# Peprilus burti
Peprilus burti és una espècie de peix marí pertanyent a la família dels estromatèids i a l'ordre dels perciformes.

## Descripció
El cos, ovalat i força comprimit, fa 25 cm de llargària màxima i és de color blau clar al dors, argentat per sota (esvaint-se després de mort) i sense taques. Ulls envoltats per una petita àrea de teixit adipós. Musell curt i rom. La mandíbula inferior es projecta una mica més enllà de la superior. Boca petita. L'extrem del maxil·lar no arriba fins a sota la vora dels ulls. Dents mandibulars molt petites, en una única fila i, en el cas de la mandíbula superior, aplanades i amb 3 cúspides força xicotetes. Bases de les aletes dorsal i anal molt allargades i, si fa no fa, de la mateixa longitud, amb els radis anteriors elevats i precedides totes dues aletes per 3 espines curtes i febles. Aleta caudal força bifurcada. Aletes pectorals allargades (més que el cap) i punxegudes. Absència d'aletes pelvianes. Presenta diverses sèries de 17-25 porus al llarg de la meitat anterior del cos per sota de l'aleta dorsal. Línia lateral alta, contínua i resseguint el perfil dorsal. Escates petites (també a les galtes). 16-18 vèrtebres caudals.

## Reproducció
Madura sexualment al cap d'1 any de vida i poques vegades viu més enllà de 2. La posta té lloc dos cops a l'any a poca distància de la costa. La fecundació és externa i els progenitors no tenen cura ni dels ous ni dels alevins. Hom sospita que pot produir híbrids amb Peprilus triacanthus.

## Alimentació i depredadors
Els joves es nodreixen de plàncton i meduses, mentre que els adults mengen meduses (entre d'altres, Cyanea spp.), peixets, crustacis i cucs. Als Estats Units és depredat per Lobotes surinamensis. El seu nivell tròfic és de 3,89.

## Hàbitat i distribució geogràfica
És un peix marí, bentopelàgic (entre 2 i 275 m de fondària, normalment entre 155 i 225) i de clima subtropical (38°N-20°N) sobre fons de sorra i fang de la plataforma continental de l'Atlàntic occidental on forma grans moles: el golf de Mèxic sencer des de l'àrea de Tampa (Florida, els Estats Units) fins a Yucatán (Mèxic). També es troba des de Virgínia (els Estats Units) fins al nord-est de Florida, però probablement respon a una confusió amb Peprilus triacanthus. És a prop del fons marí durant el dia i migra vers la columna d'aigua a la nit. Els joves es troben sovint associats a algues flotants i meduses.

## Observacions
És inofensiu per als humans, el seu índex de vulnerabilitat és baix (12 de 100), és capturat principalment mitjançant xarxes d'arrossegament, és força apreciat com a aliment i es comercialitza fresc i congelat.